# Кардемир Карабюкспор

„Карабюкспор“ е турски футболен клуб от град Карабюк, състезаващ се в Турската Суперлига. Основан през 1969 г., в резултат от сливането на клубовете на „Карабюк Генчликспор“ и „Демир Челик Спор“. Домакинските си срещи играе на стадион „Нейхметин Сейхоглу“, с капацитет 14 000 зрители.

## История на отбора
- Турска Суперлига: 1993/94, 1997/99, 2010/15, 2017/18
- Първа лига: 1972/73, 1974/83, 1984/93, 1994/97, 1999/01, 2008/10, 2015/16
- Втора лига: 1969/72, 1973/74, 1983/84, 2001/08
- Любителска лига: 1983/84

## Български футболисти
- Емил Ангелов: 2010/11 - (21 мача - 2 гола)
- Исмаил Иса: 2011/12 - (3 мача - 0 гола)